# Božidar Adžija
Božidar Adžija (ur. 24 grudnia 1890 w Drnišu, zm. 9 lipca 1941 w Zagrzebiu) – chorwacki prawnik i publicysta.

## Życiorys
Studia prawnicze odbył w Pradze po 1910 roku. W 1914 roku uzyskał stopień naukowy doktora i wrócił do Chorwacji. W trakcie I wojny światowej został zmobilizowany, lecz do jej końca pracował jako pisarz i tłumacz w sądach wojskowych w Sinju, Szybeniku i Dubrowniku.
W 1918 roku, jako przedstawiciel rodzinnego Drniša, został wybrany na posła do Rady Narodowej Słoweńców, Chorwatów i Serbów. W 1919 roku zamieszkał w Zagrzebiu. W tym samym roku wstąpił do Socjaldemokratycznej Partii Chorwacji i Slawonii. Stanął na czele Urzędu do Spraw Uchodźców z Istrii. W latach 1919–1920 był też członkiem rządu w randze komisarza ds. pomocy społecznej.
W latach 1925–1928 był redaktorem naczelnym czasopisma „Radnička zaštika”, a w latach 1928–1933 pisma „Službene misli”. Pisał także dla „Znanost i život” i „Naša novina”. Przedmiotem jego zainteresowania była polityka, socjologia, ekonomia, kultura i filozofia. Jest uważany za jednego z najwybitniejszych marksistowskich myślicieli i intelektualistów chorwackiego ruchu robotniczego międzywojnia. W latach 1926–1927 założył czytelnię i bibliotekę robotniczą.
W 1935 roku został członkiem Komunistycznej Partii Jugosławii. Dwa lata później został członkiem komitetu centralnego nowo powstałej Komunistycznej Partii Chorwacji. Z powodu swojej działalności politycznej był pozbawiany wolności (1936, 1938–1939 i od kwietnia 1941). W Niepodległym Państwie Chorwackim był więziony w Kerestincu. Na początku lipca 1941 został rozstrzelany.

## Wybrane publikacje
(na podstawie materiału źródłowego)
- Kapitalizam i socijalizam (1920)
- Međunarodna organizacija rada (1926)
- Od Platona do Marksa (1929)
- Karl Marks (1936)